# Tigerstripe
Tigerstripe – grupa kamuflaży wojskowych. Po raz pierwszy stosowany podczas wojny wietnamskiej.

## Tigerstripe ARVN

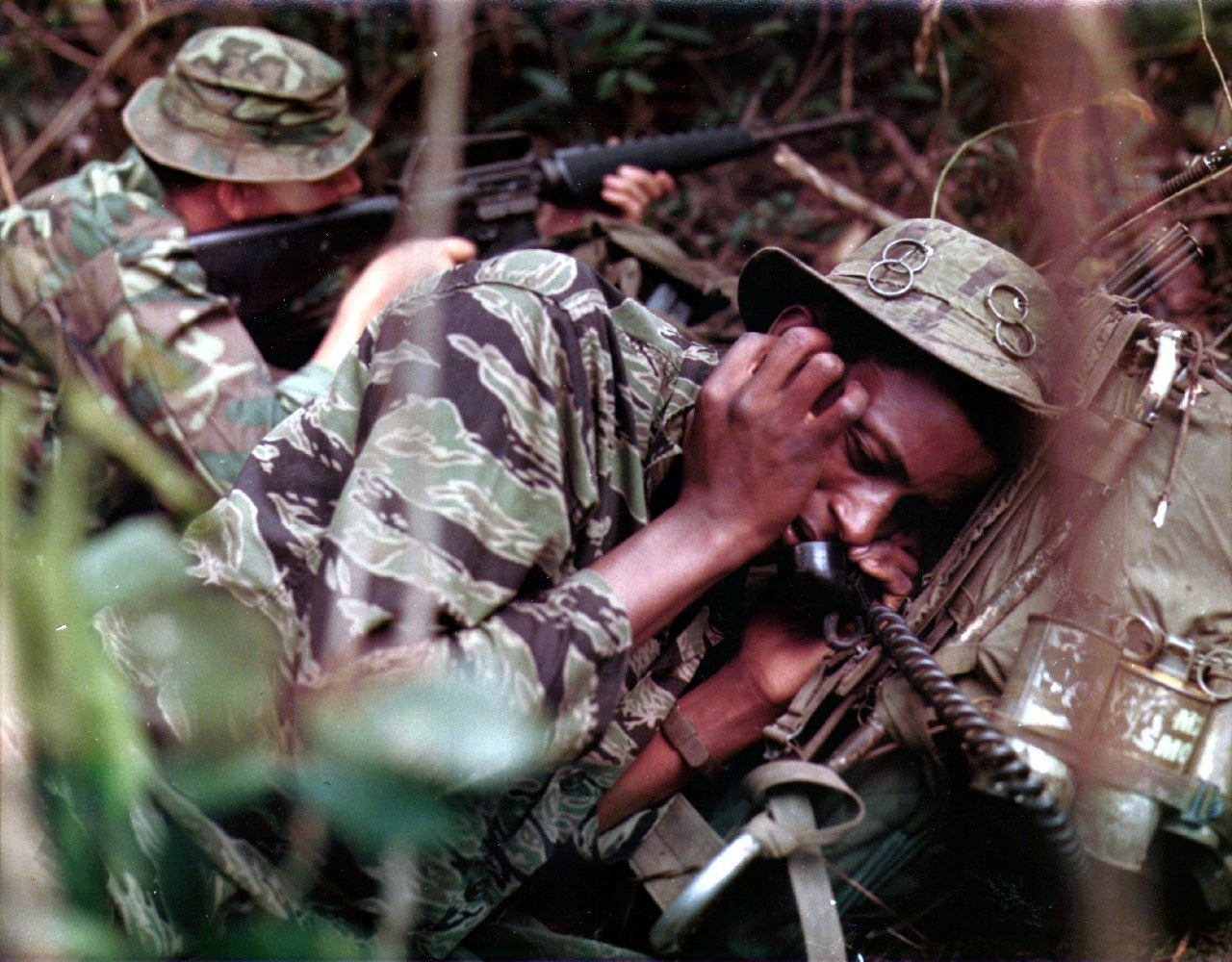
Tigerstripe ARVN

Pierwszy kamuflaż Tigerstripe używany był przez żołnierzy ARVN (Armia Południowego Wietnamu) w latach 1957-75. Nowy kamuflaż zapewniał maskowanie na terenach dżunglowych, które dominowały na terenie Wietnamu. W roku 1962 kamuflaż został przyjęty przez doradców amerykańskich i australijskich. Umundurowanie w tym kamuflażu było także używane przez żołnierzy sił specjalnych USA.

## Vertical Tigerstripe
Kolejnym wariantem był Vertical Tigerstripe. Niejasne jest pochodzenie tego wzoru, lecz wiadomo że był wykorzystywany przez jednostki amerykańskie w Wietnamie. 

## Blue Tigerstripe
Do kamuflażu Tigerstripe powrócono na początku XXI wieku, wraz z projektowaniem nowego umundurowania dla US Air Force. Nowym kamuflażem używanym przez US Air Force miał być Blue Tigerstripe. Testy odbywały się w roku 2004. Negatywne wyniki doprowadziły do jego modyfikacji. 

## Digital Tigerstripe

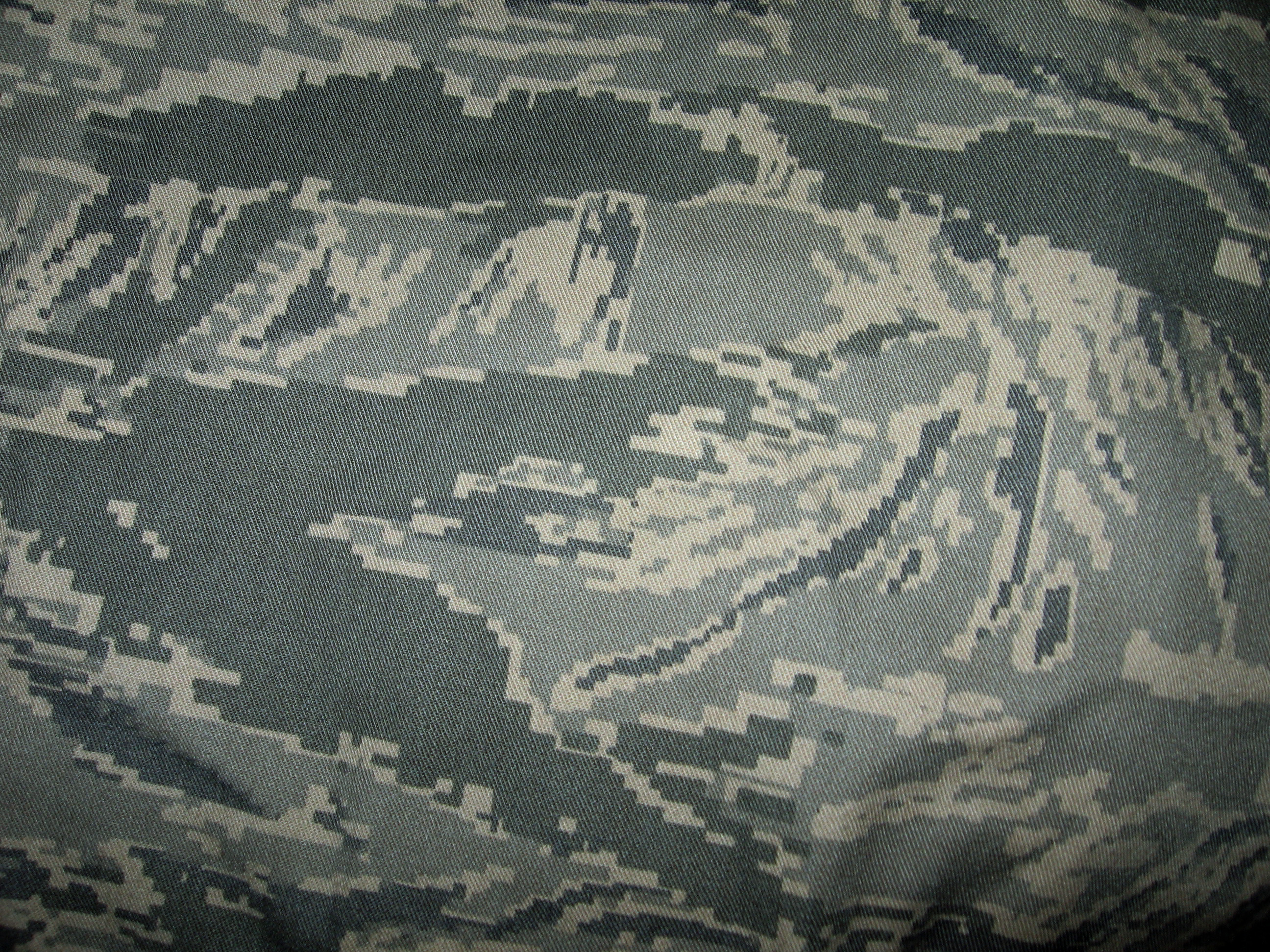
Digital Tigerstripe

Digital Tigerstripe był odpowiedzią na negatywne wyniki testów Blue Tigerstripe. Jest to kamuflaż pikselowy. Digital Tigerstripe wraz z mundurem ABU wprowadzono do użytku US Air Force w roku 2007. 